# 歐克西亞高原
歐克西亞高原（Oxia Planum）是一個位於火星的高原。該高原被選定為歐洲太空總署ExoMars計畫的火星車登陸地點，該地點低於火星大地水準面超過3000公尺。

## 概要
歐克西亞高原是火星表面暴露黏土岩層範圍最大的區域之一，表面岩層年齡約39億年。該區域有富含鐵和鎂的黏土礦物，代表當地曾經有大量液態水存在。該區域位於一系列峽谷之中，表面暴露的岩層顯示了不同地質時間下各自相異的沉積岩層，可表示不同水量的各時期下各種沉積狀態。
歐克西亞高原中的黏土沉積可能位於殘餘的沖積扇或三角洲表面以下，接近庫貢谷（Coogoon Vallis）的出口；這樣的環境可能保留了生命印迹，不使其受到火星表面強烈輻射和高度氧化環境所破壞

## 外部連結
- Google Mars zoomable map – centered on the Oxia area （页面存档备份，存于）
- High resolution images （页面存档备份，存于） of the Oxia Planum

Template:Exomars